# 李文田 (1894年)
李文田（1894年—1951年），字灿轩，中华民国陆军中将，曾参与抗日战争。

## 生平
河南浚县卫贤乡后交卸人，保定陆军军官学校第六期步科，曾任西北军团长、旅长及兵工厂总监等职。1936年1月，任察哈爾省政府保安处处长。国民革命军第二十九军重建时，张自忠任第38师师长，李文田任第38师副师长。后兼任天津警备司令、市公安局（次年2月，公安局改名警察局）局长，一度代理天津市市长。
1937年七七事变后率军与日军在天津激战，李文田于29日凌晨率军主动向天津日军发动攻击，攻占天津总站日军驻地，并向驻海光寺日军司令部和东局子飞机场展开攻击。期间俘虏了冀东防共自治政府行政长官殷汝耕，并促使冀东保安队张庆余、张砚田两部在通县反正。开始时较为顺利，后在日军飞机、炮火反击下，至15时开始撤退，随之天津沦陷。10月，第38师扩编为39军，李文田任副军长。1946年7月，任第三绥靖区副司令长官。1949年3月，任国民政府总统府参军。